# Gustav Grimm
Gustav Grimm (* 24. Februar 1886 in Eschweiler; † 20. November 1958) war ein deutscher Kraftakrobat.

## Leben und Wirken
Gustav Grimm wurde als Sohn eines Gastwirtsehepaars geboren und wuchs in Köln auf. Obwohl von Statur eher klein und schmächtig, begann er schon in jungen Jahren ein Krafttraining mit Hanteln und Expandern, die damals gerade in Mode gekommen waren. Im Lokal seiner Eltern lernte er den Chef der Karma-Truppe kennen, der Grimm im Alter von 8 Jahren 1894 in seine Artistengruppe aufnahm. Als Obermann einer Viererkolonne hatte Grimm am 17. September 1894 seinen ersten öffentlichen Auftritt. Im Laufe seiner 5-jährigen Ausbildung stieg er vom Obermann über den Mittelmann schließlich zum Untermann der akrobatischen Nummern auf. Ausgewachsen brachte Grimm es zwar nur auf eine Körpergröße von 1,61 m, doch Hals, Oberarme und Waden erreichten einen Umfang von jeweils 42 cm.
Gemeinsam mit dem Engländer Gus Nippes erarbeitete er sich in späteren Jahren eine eigene Darbietung: die Guss & Guss, Kraftjonglerie, mit der beide zwei Jahre lang um die Welt reisten. Diese Tournee führte sie u. a. ins damalige Deutsch-Südwestafrika, in die USA, nach Ostasien und Australien, wo es Grimm im Zuge einer Wette gelang, in einem Zirkus einen Stier niederzuringen. Nach der Trennung von Nippes arbeitete Grimm jeweils als Fänger zunächst in einer Flugtrapezdarbietung, „Flying Banvards“, später bei der Franklin-Truppe, die mit Trampolinen arbeitete.
Im Ersten Weltkrieg wurde Gustav Grimm schwer verwundet und geriet in französische Gefangenschaft. Zwar waren seine Beine zerschossen, doch seine Arme blieben unversehrt. So setzte Grimm sein Krafttraining fort und machte sich, nachdem er für kurze Zeit als Assistent für einen Kleintierdresseur gearbeitet hatte, wieder selbstständig und trat unter dem Namen „Guss, die eiserne Hand“ auf Rummelplätzen und in Schaubuden auf. Weitere Namen, mit denen er in die Geschichte der Artistik einging, waren „Der Mann mit der starken Hand“ oder „Der moderne Götz von Berlichingen“.
1922 lernte Grimm Maria Kleinermann kennen, die er noch im selben Jahr heiratete. Gemeinsam mit ihr entwickelte er die Nummern, die ihn weithin und nachhaltig berühmt machen sollten und ihm den Ruf eines Kraftphänomens einbrachten: Mit bloßen Händen zerriss er drei Kartenspiele (96 Blatt) oder 420 übereinandergelegte Zeitungsblätter. Mit der rechten Handkante hackte er Holz, während seine Frau als Assistentin die Darbietungen humoristisch auflockerte. Grimm trat häufig im weißen Smoking auf, seine Frau im Abendkleid. Mit seinem Körpergewicht von nur 62 Kilogramm, dafür aber mit einer durchtrainierten Bauchmuskulatur, hatte Gustav Grimm einen speziellen Reklamegag ersonnen: Er versprach jedem Zuschauer 100 Mark, dem es gelänge, Grimm zehn Zentimeter vom Boden hoch zu heben. Bei einem Gastspiel in Essen 1925 erhöhte er die Prämie auf 1000 Mark, als sein Gegenüber stolze 165 Kilogramm auf die Waage brachte. Zahlen musste er nicht, wie er im Alter einmal verriet.
Zwar blieb Gustav Grimm wegen seiner Verwundungen von einem Militäreinsatz im Zweiten Weltkrieg verschont, doch seine Existenz wurde vernichtet. Er zog nach West-Berlin und ging 1947 noch einmal für sechs Jahre auf Tournee durch Deutschland. Am 31. Dezember 1953 stand er zum letzten Mal auf der Bühne und setzte sich danach zur Ruhe. Grimm starb 72-jährig am 20. November 1958.

## Privates
Neben der Kraftakrobatik besaß Gustav Grimm auch andere künstlerische Talente: Er malte und schuf Lithographien. In einem Bildband unter dem Titel Der menschliche Körper wurde er als männlicher Gegenpart zu Pola Negri abgebildet.
Gustav Grimm war bis zu seinem Tod mit seiner Frau Maria verheiratet. Mit ihr zusammen hatte er die Tochter Lilian, die 1926 geboren wurde und ihren Vornamen nach dem Stummfilmstar Lillian Gish erhielt. Sie spielte Saxophon und Akkordeon, konnte steppen und hatte als Lilian Guss mit 14 Jahren ihren ersten Auftritt. Sie starb 1992, ihre Mutter Maria war bereits 1967 verstorben.